# Chaetozone caputesocis
Chaetozone caputesocis är en ringmaskart som först beskrevs av Saint-Joseph 1894.  Chaetozone caputesocis ingår i släktet Chaetozone och familjen Cirratulidae. Arten har ej påträffats i Sverige. Inga underarter finns listade i Catalogue of Life.